# Andrea Ferro

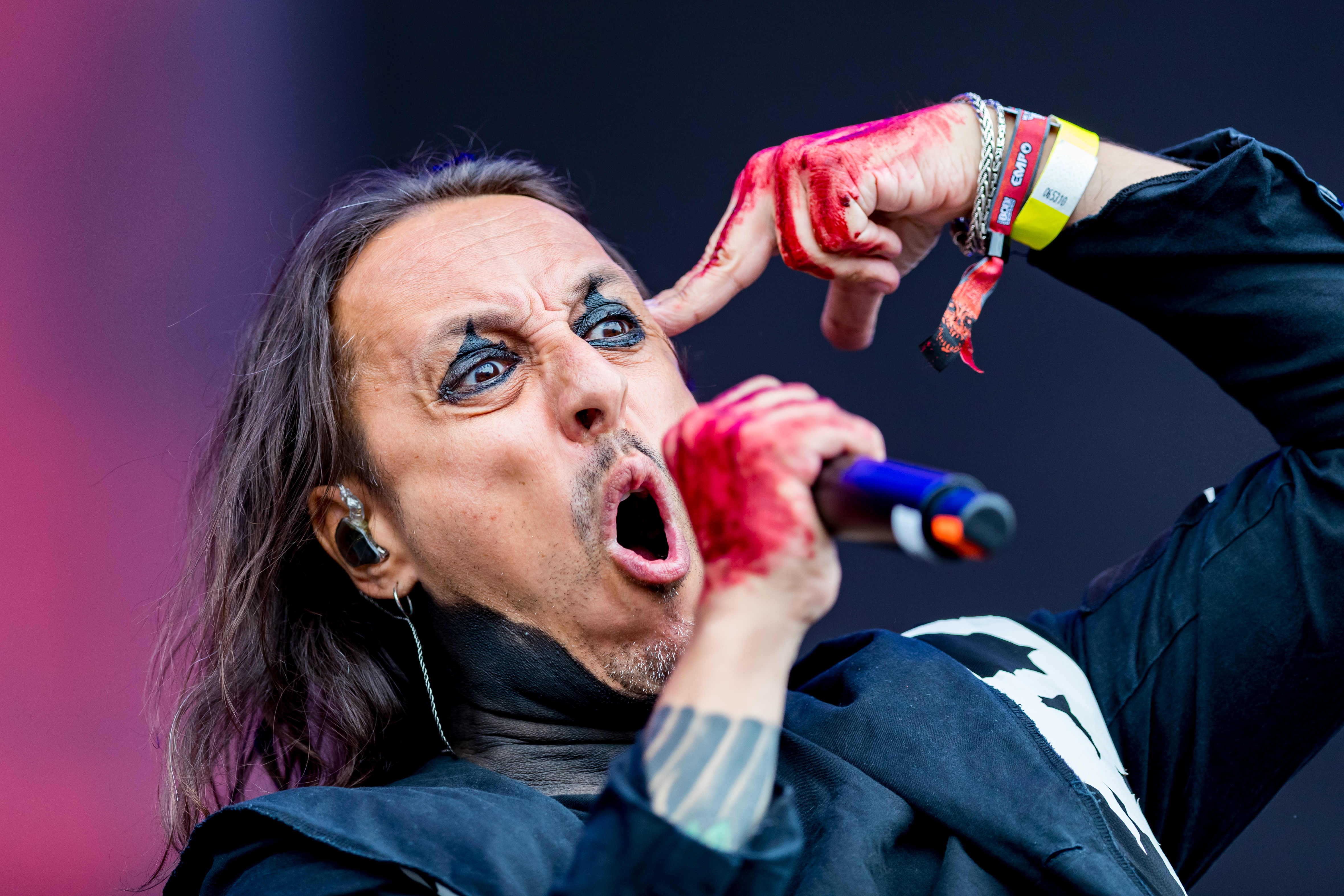
Andrea Ferro, 2022

Andrea Ferro, född 19 augusti 1973 i Arona, Piemonte, är en italiensk sångare i det italienska goth metal-bandet Lacuna Coil.
Han är en av grundarna till Lacuna Coil. Från början var han med i bandet Sleep Of Right, de rekryterade sedan sångerskan Cristina Scabbia som bakgrundssångerska. Senare så blev Cristina permanent sångerska och Lacuna Coil formades.